# Skočice
Skočice é uma comuna checa localizada na região da Boêmia do Sul, distrito de Strakonice.